# Mare d'anfós
La mare d'anfós, moll reial, escanyavelles, mare del moll, moret vermell, rei o reiet (Apogon imberbis) és una espècie de peix de la família dels apogònids i de l'ordre dels perciformes.

## Morfologia
- Els mascles poden assolir els 15 cm de longitud total.
- El cos presenta un perfil corbat tant en el ventre com en el dors.
- El cap és gros i fort.
- La boca és ampla i presenta nombroses dents petites i esmolades.
- Els ulls són molt grossos, el seu diàmetre és igual que la llargària de l'aleta dorsal i tenen dues línies blanques.
- El preopercle és dentat.
- Té dues dorsals curtes de la mateixa llargària i separades. La primera té sis radis espinosos i la segona és oposada a l'anal i són semblants.
- Les pèlviques estan ben desenvolupades.
- És de color vermell amb tons taronges i té petites taques negres.
- Les aletes són vermelles amb les voreres més fosques.
- En el peduncle caudal té 2 o 3 taques negres.
- A l'època de cria, el mascle té el cap negre.[2][3]

## Reproducció
Es reprodueix durant l'estiu. La incubació és bucal: els mascles guarden els ous (fins a 20.000 ous) dins la boca fins a l'eclosió que dura 8 dies. Durant aquest període no s'alimenta i després d'incubar un parell de postes seguides pot morir d'inanició. Les cries, un cop nascudes, se separen dels progenitors.

## Alimentació
Menja ous, larves i alevins de peixos i crustacis.

## Hàbitat
És bentònic i sedentari d'origen tropical. Viu entre els 10 i 200 m a fons rocallosos. Durant l'estiu el podem trobar més a prop de la riba de la mar. És freqüent a l'entrada de coves, davall pedres formant petits grups, on s'amaguen en cas de perill.

## Distribució geogràfica
Es troba a l'Atlàntic oriental i a la mar Mediterrània: des de Portugal (incloent-hi les Açores) fins al Marroc i el golf de Guinea.

## Costums
Comparteixen les coves amb altres espècies com escorballs i anfossos. És més actiu al vespre.